# Euryeidon anthonyi
Euryeidon anthonyi är en spindelart som beskrevs av Pakawin Dankittipakul och Rudy Jocqué 2004. Euryeidon anthonyi ingår i släktet Euryeidon och familjen Zodariidae.
Artens utbredningsområde är Thailand. Inga underarter finns listade i Catalogue of Life.